# Sedlo pod Kobyľou horou
Sedlo pod Kobyľou horou (również sedlo Podkova, pol. Przełęcz pod Kobylą Górą, 530 m n.p.m.) – przełęcz w Górach Wołowskich w łańcuchu Rudaw Słowackich.
Leży w południowo-wschodniej części Gór Wołowskich. Oddziela niewielkie, niskie pasemko Holički od znacznie rozleglejszego i wyższego Pasma Kojszowskiej Hali, a konkretnie od grzbietu Kobylej Góry (słow. Kobylia hora, 882 m n.p.m.). Po stronie północnej stoki przełęczy opadają krótko i niezbyt stromo ku dolinie źródłowego toku Idy. Po stronie południowej obniżają się łagodnie, lecz znacznie niżej ku dolinie  Bodvy, rozczłonkowane drobnymi ciekami źródłowymi potoku Zlatín, będącego dopływem  Czeczejowskiego Potoku (Čečejovský potok), lewostronnego dopływu tej rzeki.
Przez przełęcz wiedzie asfaltowa droga ze Złotej Idki w dolinie Idy do Rudníka i Jasova w dolinie Bodvy.